# Diascepsis fascinata
Diascepsis fascinata är en fjärilsart som beskrevs av John Hartley Durrant 1916. Diascepsis fascinata ingår i släktet Diascepsis och familjen signalmalar. Inga underarter finns listade i Catalogue of Life.